# Leucania flavostigma
Leucania flavostigma är en fjärilsart som beskrevs av Bremer 1864. Leucania flavostigma ingår i släktet Leucania och familjen nattflyn. Inga underarter finns listade i Catalogue of Life.